# David Kuck
David J. Kuck (Muskegon, 3 de outubro de 1937) é um cientista da computação estadunidense.
Kuck foi o único desenvolvedor de software do projeto ILLIAC IV, sendo todos os demais participantes do projeto desenvolvedores de hardware.
Recebeu o Prêmio Pioneiro da Computação de 2011.